# Ett hjärta är alltid rött
Ett hjärta är alltid rött är en svensk musik- och dokumentärfilm från 2024. Den är regisserad av Anders Balsam Hellström. Filmen hade biopremiär i Sverige den 19 januari 2024, utgiven av Folkets Bio.

## Handling
Filmen handlar om det svenska rockbandet Imperiets väg till de stora arenorna. Den berättar också historien om Sverige då landet hade en avgörande plats på den världspolitiska arenan, och samhällsengagemang hos artister var en självklarhet.

## Medverkande (i urval)
- Joakim Thåström
- Per Hägglund
- Fred Asp
- Stry Terrarie
- Gunnar Ljungstedt
- Christian Falk